# Safrol
Safrolul este un compus organic utilizat în industria parfumurilor. Este un fenilpropanoid cu legătură dublă la catena laterală, și se regăsește în unele specii vegetale, în special cele din genul Sassafras. Principalele surse naturale ale compusului sunt speciile Ocotea pretiosa, ce vegetează în Brazilia și Sassafras albidum, din America de Nord.
Poate fi transformat în MDMA, de aceea este considerat ca fiind precursor de droguri și este controlat legislativ.

## Obținere
Safrolul poate fi sintetizat din pirocatechină prin conversia sa la metilendioxibenzen, care este bromurat și cuplat cu bromură de alil.

## Proprietăți chimice
Izosafrolul este obținut în urma reacției de izomerizare a safrolului, reacție care se face în prezența unui hidroxid alcalin, la temperatura camerei și sub presiune: